# Санта-Мария-делло-Спазимо

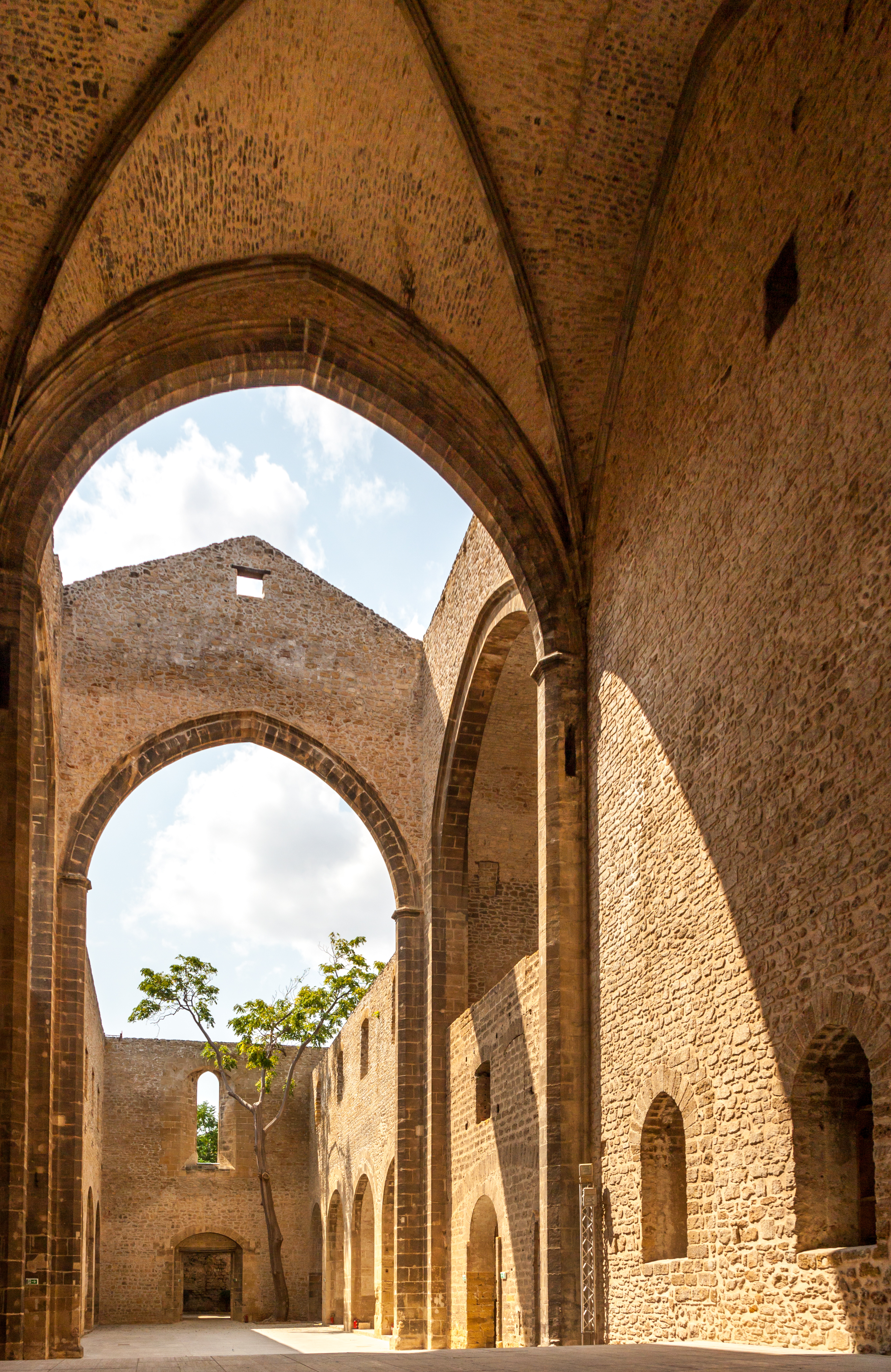
Руины Санта-Мария-делло-Спазимо

Санта-Мария-делло-Спазимо — ныне полуразрушенная монастырская церковь Палермо. Известна ранее находившейся в ней алтарной картиной Рафаэля «Крестный путь» (по своему первоначальному местонахождению эта картина называется также «Сицилийское Спазимо»).

## История
Церковь Санта-Мария-делло-Спазимо находится в Кальсе, одном из четырёх исторических кварталов Палермо. В 1506 году палермский юрист Джакомо Базилико, почитавший образ Страдающей Богородицы, подарил монахам из Монте-Оливето земельный участок в Палермо для основания монастыря и церкви в честь этого образа.
Строительство началось в 1509 году и так и не было завершено никогда. Постоянная угроза турецкого вторжения вынудила палермитан восстановить и усилить городские укрепления. Частью новых защитных сооружений стал ров, прошедший в 1537 году по территории строящегося монастыря. В 1569 году сенат Палермо выкупил этот земельный участок для военных нужд, и монахи покинули так и недостроенную обитель.

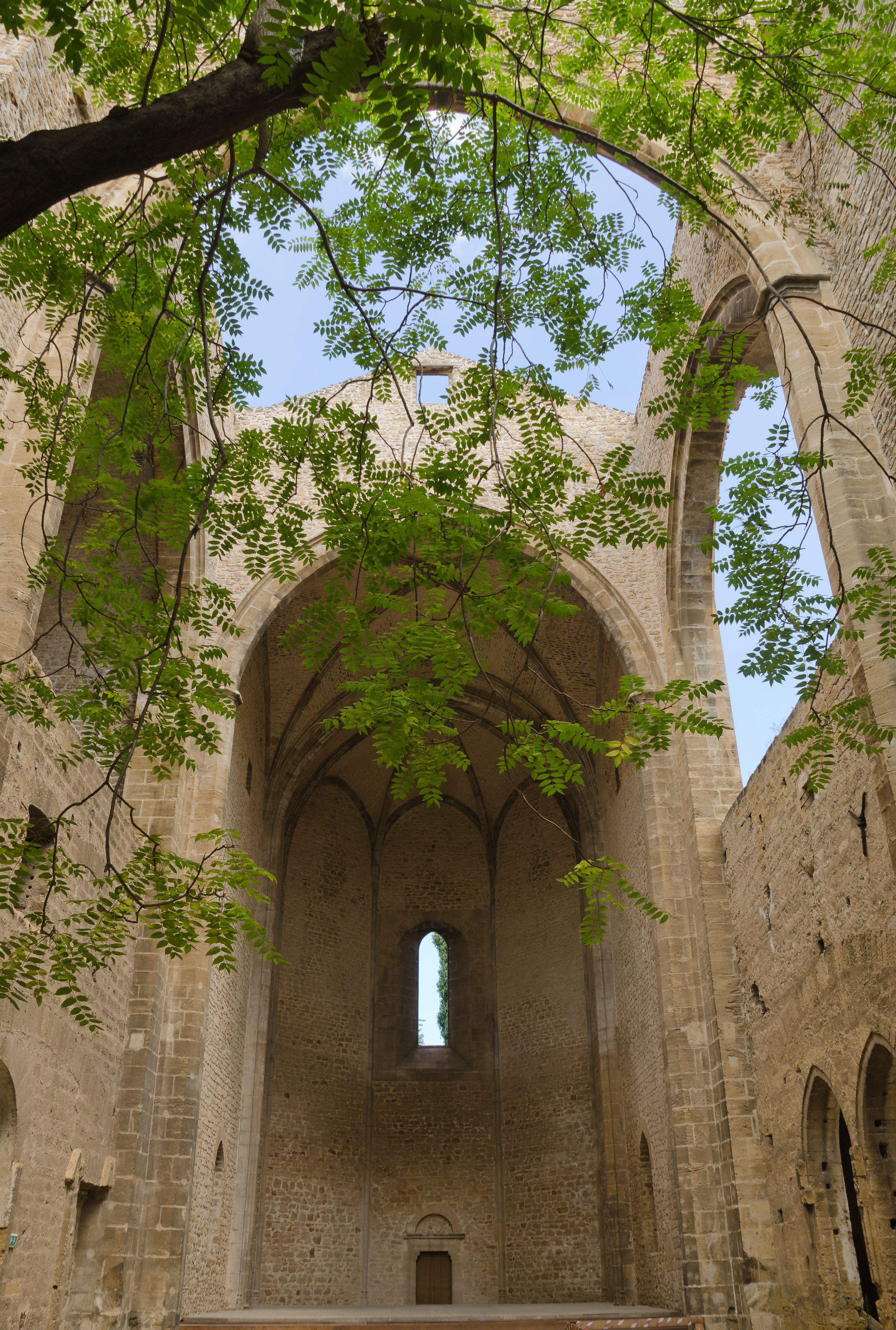
Рухнувшие своды церкви

В 1582 году уже не нужную военным бывшую церковь стали использовать для публичных представлений. В XVII веке из-за разразившейся эпидемии церковь приспособили под лазарет, а в последующие годы её использовали в качестве склада. В середине XVIII века своды главного нефа Санта-Мария-делло-Спазимо рухнули и никогда не были восстановлены. С 1855 по 1985 годы бывший монастырь использовался в качестве больницы и приюта для бедных. В 1985 году Санта-Мария-делло-Спазимо был превращён в культурный центр: здесь проводятся выставки, музыкальные и театральные представления.

## «Сицилийское Спазимо»

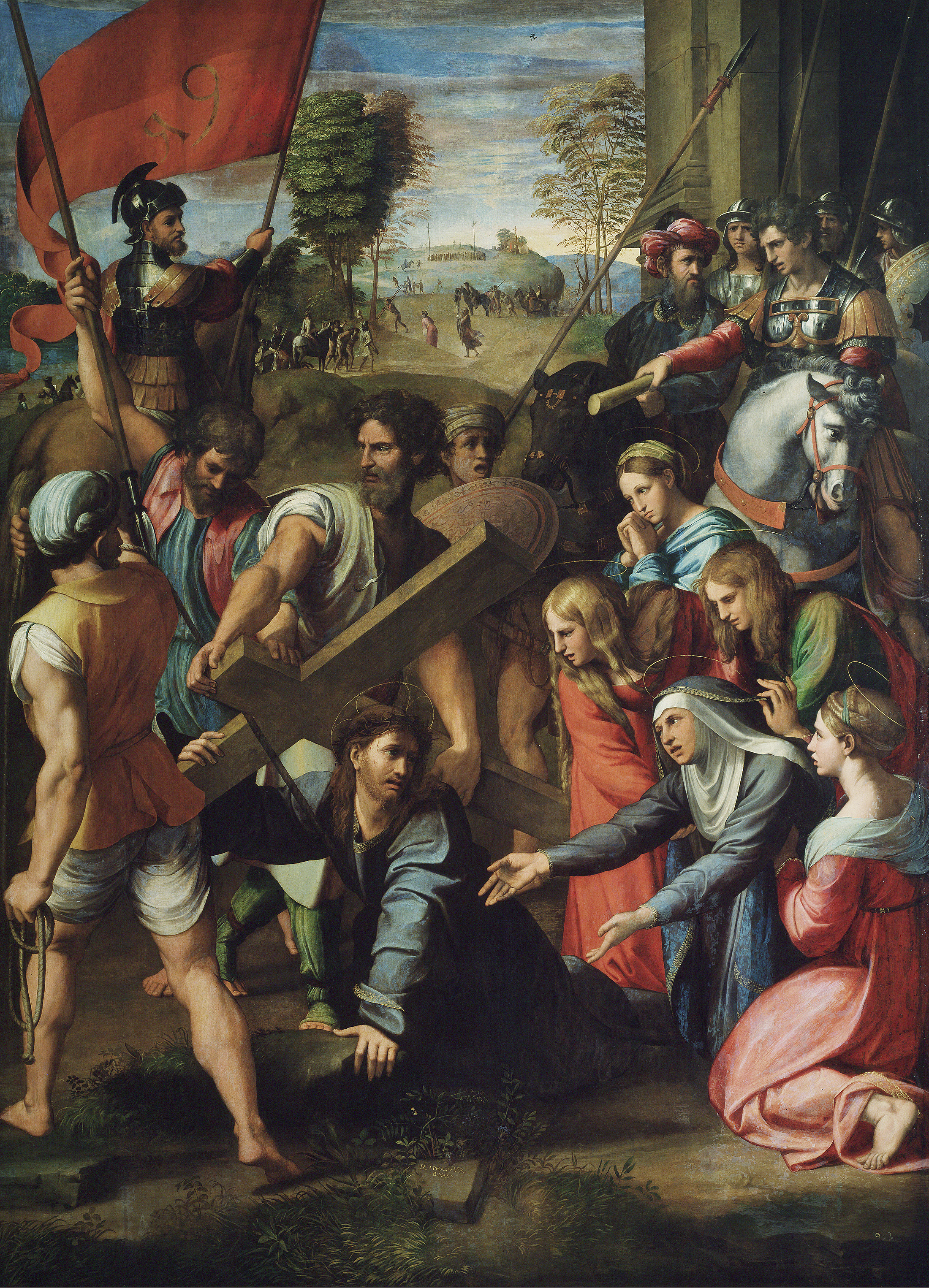
«Сицилийское Спазимо» (Рафаэль)

Для ещё не достроенной монастырской церкви в 1520 году была приобретена картина Рафаэля «Крестный путь», изображающая падение Иисуса под тяжестью креста и страдание Богородицы, видящей крестный путь Её Сына. После закрытия монастыря церковь пришла в запустение, картина перешла в частные руки, пока наконец вице-король Сицилии Фердинандо д'Айала не подарил её испанскому королю Филиппу V. Сейчас она находится в музее Прадо, сохраняя в своём названии память о палермской церкви.